# Фихтельберг
Фихтельберг (нем. Fichtelberg) — гора в Рудных горах, самая высокая точка Саксонии, недалеко от границы с республикой Чехия.
Высота — 1 214,6 м.

## Расположение

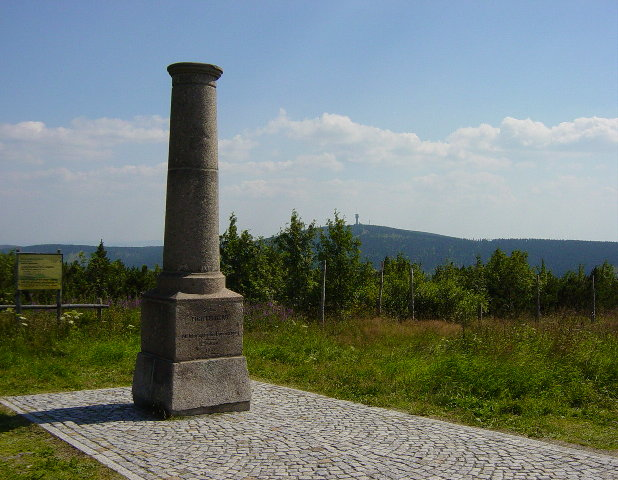
Исторический монумент на горе Фихтельберг, август 2004 года

Фихтельберг расположен в центре Рудных гор, в природном заказнике Фогтланд примерно в 1,5 километрах к северу от немецко-чешской границы. У южного подножия горы находится самый высокий город в Германии, курорт Обервизенталь. Примерно в 750 метрах к юго-юго-западу находится второй пик горы Фихтельберг, известный как Кляйне Фихтельберг («маленький Фихтельберг») или Хинтерер Фихтельберг («задний Фихтельберг»); его высота 1205 м). В четырёх километрах юго-восточнее находится самая высокая вершина в Рудных горах, Клиновец (1244 м) на чешской стороне границы. Из заболоченной долины под Фихтельбергом начинаются многочисленные ручьи, самый большой из них — река Чопау.

## Геология
Фихтельберг состоит в основном из светлых, кристаллических пород, особенно разнообразных мусковитовых сланцев (Muskovitschiefer). В основном, эта гора только состоит из кварца и мусковита; хотя он иногда содержит вкрапления ортоклаза и биотита. Дополнительные компоненты включают рутил, гранат, турмалин, гематит и ильменит.

## Климат
| Показатель                                                                               | Янв. | Фев. | Март | Апр. | Май  | Июнь | Июль | Авг. | Сен. | Окт. | Нояб. | Дек. | Год  |
| ---------------------------------------------------------------------------------------- | ---- | ---- | ---- | ---- | ---- | ---- | ---- | ---- | ---- | ---- | ----- | ---- | ---- |
| Средний суточный максимум, °C                                                            | −2,6 | −2,1 | 0,5  | 4,9  | 10,5 | 13,8 | 15,5 | 15,4 | 12,1 | 7,8  | 1,6   | −1,5 | 6,3  |
| Средняя температура, °C                                                                  | −5,1 | −4,8 | −2,4 | 1,3  | 6,3  | 9,5  | 11,2 | 11,2 | 8,2  | 4,5  | −0,9  | −3,9 | 2,9  |
| Средний суточный минимум, °C                                                             | −7,3 | −7,1 | −4,7 | −1,3 | 3,2  | 6,5  | 8,2  | 8,3  | 5,6  | 2,1  | −2,9  | −6,1 | 0,3  |
| Норма осадков, мм                                                                        | 88   | 80   | 87   | 86   | 101  | 109  | 112  | 106  | 89   | 70   | 88    | 102  | 1118 |
| Источник: World Climate (англ.). www.climate-charts.com. Дата обращения: 2 февраля 2023. |      |      |      |      |      |      |      |      |      |      |       |      |      |

## Вершина

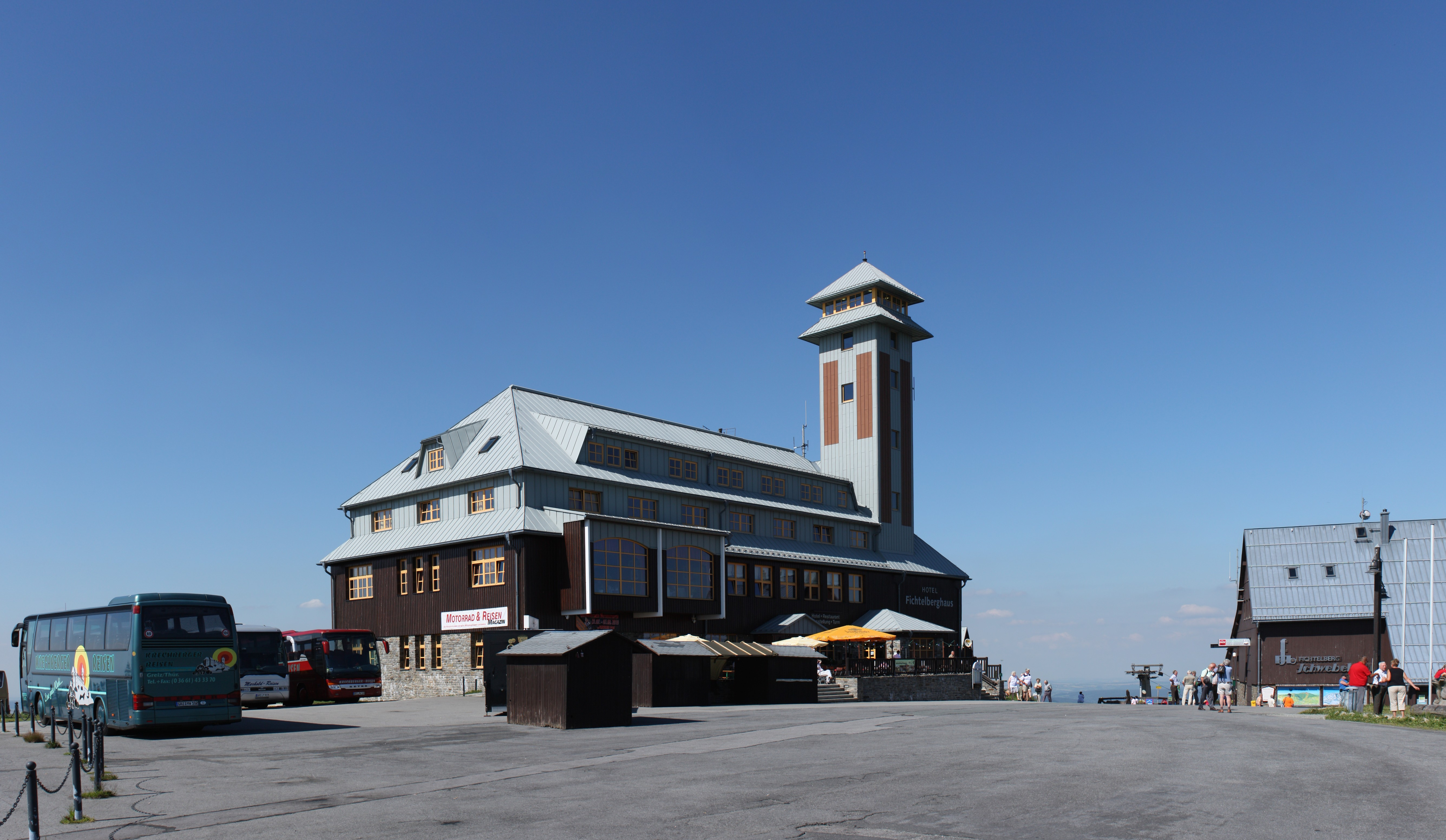
Вершина летом 2010 года. В центре — Фихтельберг-Хаус и туристические автобусы. Справа — верхняя станции канатной дороги

На вершине Фихтельберга стоит Фихтельберг-Хаус с его смотровой башней, метеостанцией и известным триангуляционным пунктом, оставшимся от саксонского королевского исследования 1864 года. Канатная дорога Фихтельберге проходит по восточному склону горы от Обервизенталя до самой вершины.

## История

### Происхождение имени
Гора получила свое название благодаря покрывавшим её природным лесам из ели (см. раздел про лес). В XVI веке Георгий Агрикола использовал его латинизированной форме, Pinifer.

### Фихтельберг-Хаус
Первое упоминание строительства на вершине горы Фихтельберг было найдено в Historischen Schauplatz, опубликованном в 1699 году Кристианом Леманном, где он пишет (хотя и не приводит никаких тому подтверждений): 
Они точно говорят / что сотни лет назад летний и охотничий домик / был построен Шёнбургскими лордами / ровно на его [Фихтельберга. прим. перев.] вершине / но найти там уже ничего нельзя / так как не много радости это приносило, ведь / даже ружейный или пушечный выстрел здесь производит мало шума / растворяясь в этом воздухе.
 Первое подтверждённое здание Фихтельберг-Хауса должно было быть выстроено в 1888/89 Оскараом Пушманном. Он был открыт 21 июля 1889 года и расширен первый раз в 1899 году. В 1910 году гостевой дом был расширен снова из-за популярности самой высокой горы в Саксонии. Со строительством канатной дороги из Обервизенталя в 1924 году число посетителей ещё больше увеличилось.
Вечером 25 февраля 1963 года в Фихтельберг-Хаусе вспыхнул пожар. 180 пожарные со всего округа Аннаберг пытались его потушить, но попытка оказалась неудачной. Сугробы на подъездной дороге означали, что все противопожарное оборудование было перевезено на гору на канатной дороге, и много времени было на этом потеряно. Шланги, которые были срочно проложены от Обервизенталя до вершины горы, замёрзли, и воды для тушения практически не поступало. Здание сгорело почти до фундамента.

### Метеорологическая станция

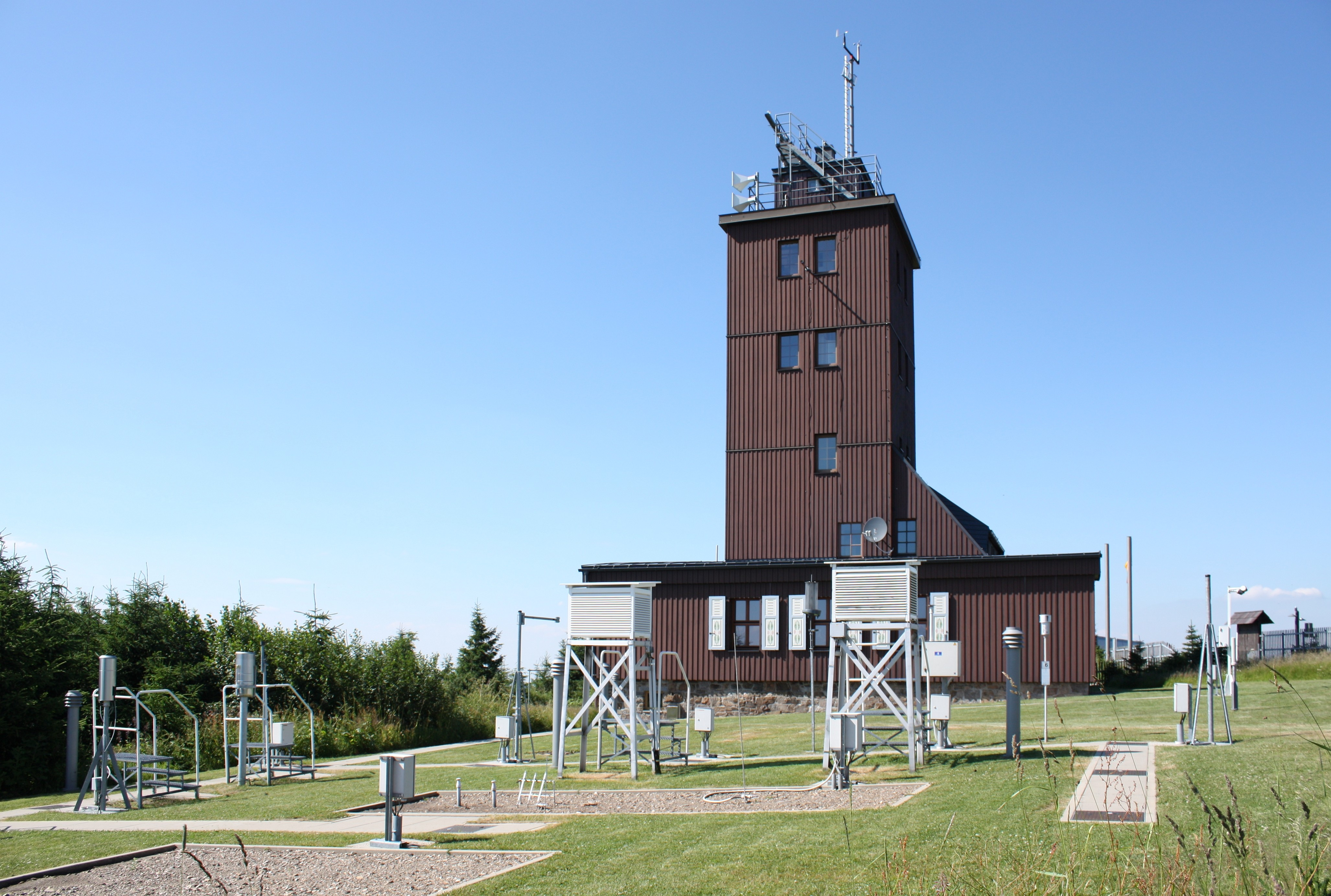
Метеорологическая станция и оборудование

В 1890 хозяин дома Фихтельберг-Хауса начал первые регулярные наблюдения за погодой. С 1 января 1916 года в новой метеорологической станции начали работу профессиональные метеорологи. Метеотанция была основана Павлом Шрайбером и расширена до горной обсерватории в 1950 году.

### Транспорт
- Канатная дорога была открыта в 1924 году,[4] она имеет длину 1,175 м и перепад высот в 305 метров. Поездка занимает 6 минут.
- Горная железная дорога Fichtelbergbahn заканчивается у юго-восточного подножия горы. Это узкоколейная линия длиной 17 километров, проходит от Зематаля до Обервизенталя. Она была открыта в 1897 году.

### Фихтельберг Инн

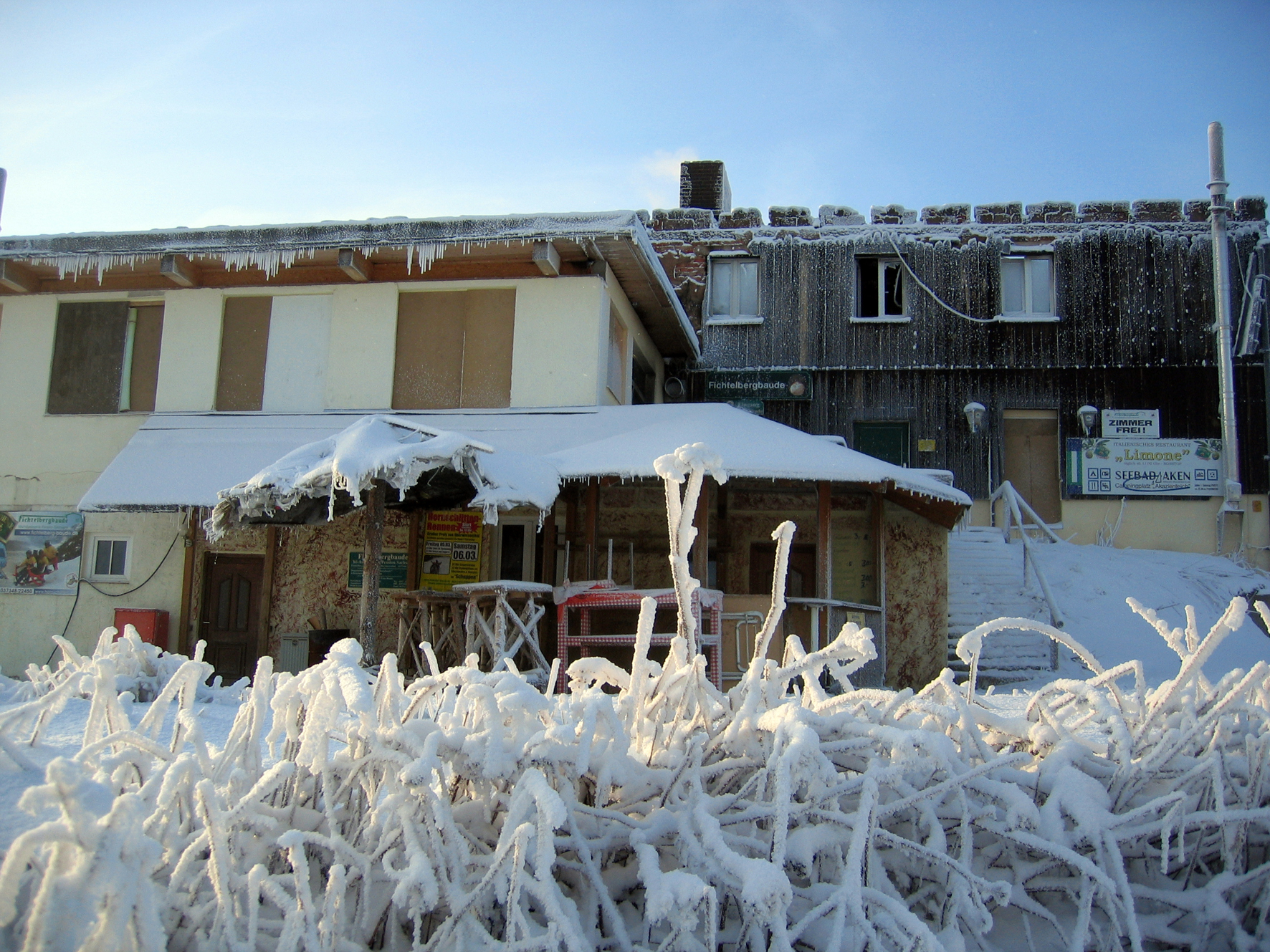
Сгоревшей Фихтельберг Инн 12 декабря 2009 года

Фихтельберг Инн (Fichtelbergbaude), использовавшийся как гостевой дом на дороге, ведущей в Фихтельберг, загорелся 21 ноября 2009 года. Подозревается поджог.

## Флора и фауна

### История леса

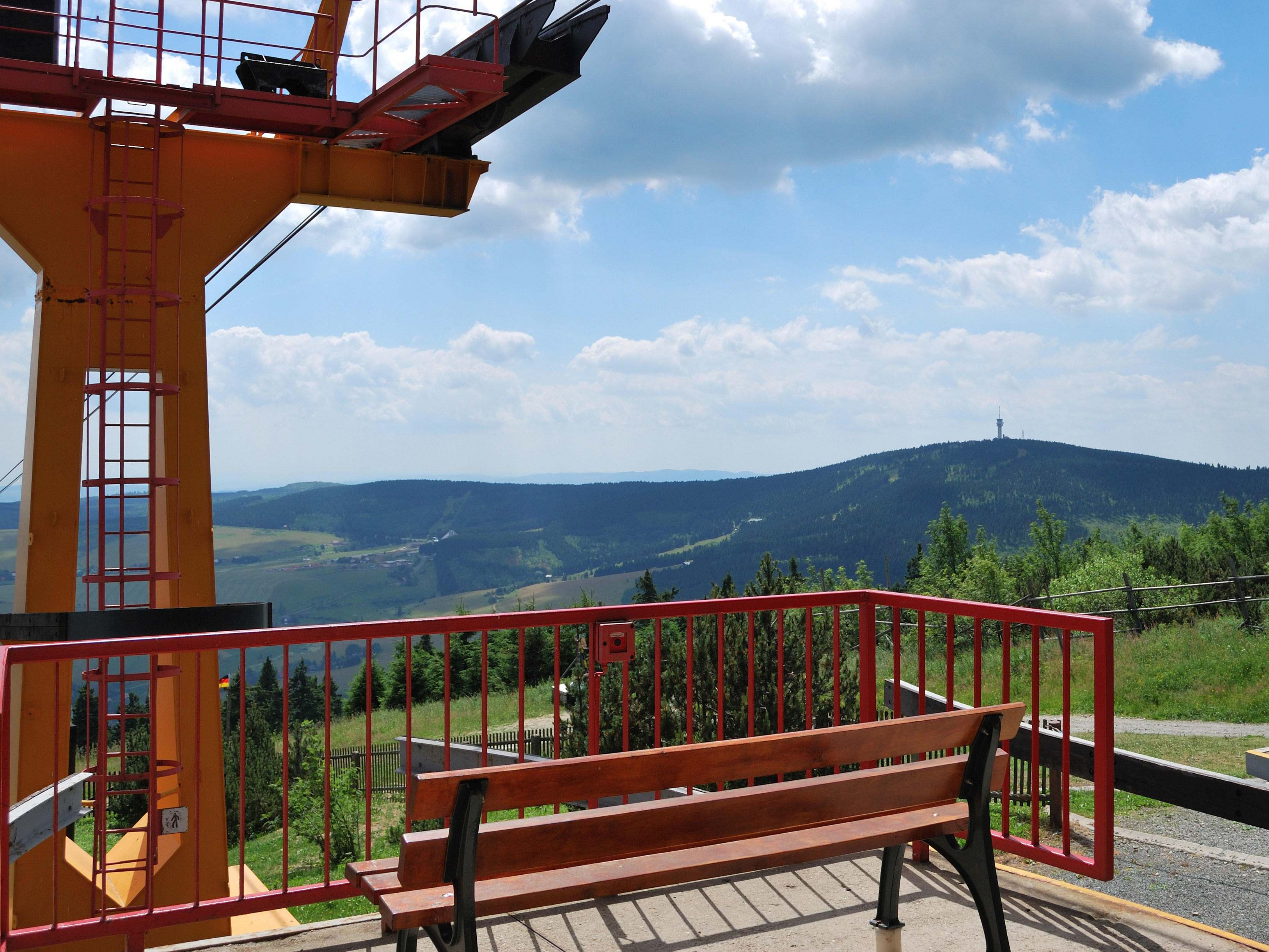
Вид с верхней станции Клиновец на чешской стороне границы

Обширные еловые леса в окрестностях Фихтельберга постоянно вырубаются с тех пор, как человек впервые поселился здесь, и, соответственно, сильно поменялся. Первоначальная растительность высокогорий и горных хребтов была совершенно иной. Анализ пыльцы, проведённый Готтсгабером Муром, открыл полезную информацию о прежнем составе леса. Основными видами деревьев в горах были пихта белая, европейский бук и норвежская ель — примерно по 30 % каждого вида. Старые церковные записи и оценки лесных ресурсов содержат описания исходного состояния леса, также показывая, что Фихтельберг был покрыт смешанным лесом, состоящим из упомянутых деревьев. Настоящее господство ели это в первую очередь результат влияния человека. Из-за неправильного управления, в том числе, вырубки леса, последовательно снижается доля пихты и бука в пользу ели. С началом государственного лесного хозяйства в Саксонии в начале XIX века, видовой состав изменился радикально. Ель была вырублена как исключительно выгодный ресурс. Постепенно другие виды деревьев были посажены вновь.

### Видовой состав
Лес на Фихтельберге является хорошей средой обитания для многих редких горных растений. Особо следует отметить присутствие множества видов, которые обычно находятся в Альпах или в тундре Северной Европы, включая псевдорхисы, гроздовник полулунный, дифазиаструм альпийский и альпийскую разновидность мать-и-мачехи.

### Охраняемые районы
На Фихтельберге расположены несколько ООПТ:
- Фихтельбергская природоохранная зона, открытая в 1962, покрывает 5,48 км² (LSG No. 320795).
- Национальный резерват Fichtelberg mit Schönjungferngrund на южном склоне был открыт в 1961, площадью 18.67 га в двух обособленных участках (NSG No. 163092).
- Национальный резерват Южный склон горы Фихтельберг (Fichtelberg-Südhang) и заказник Schönjungfern Valley открыты в 1997 году и представляют собой несколько отдельных участков общей площадью 73.15 га (NSG No. 163093).
- Тростниковый луг Rohr- oder Schilfwiese на западном склоне Малого Фихтельберга, открытый в 1967, площадью 5.25 га (NSG No. 165205).

Эти районы пересекаются с Фихтельбергскими Лугами (Fichtelbergwiesen) (FFH No. 5543-304).

## Вид
В ясные дни можно увидеть горы Северной Чехии (среднечешскую возвышенность, Лужицкие горы, Йизерские горы и Крконоше) и Богемский лес к югу. Также с вершины можно увидеть множество подъёмников и лыжных трасс.

## Дороги

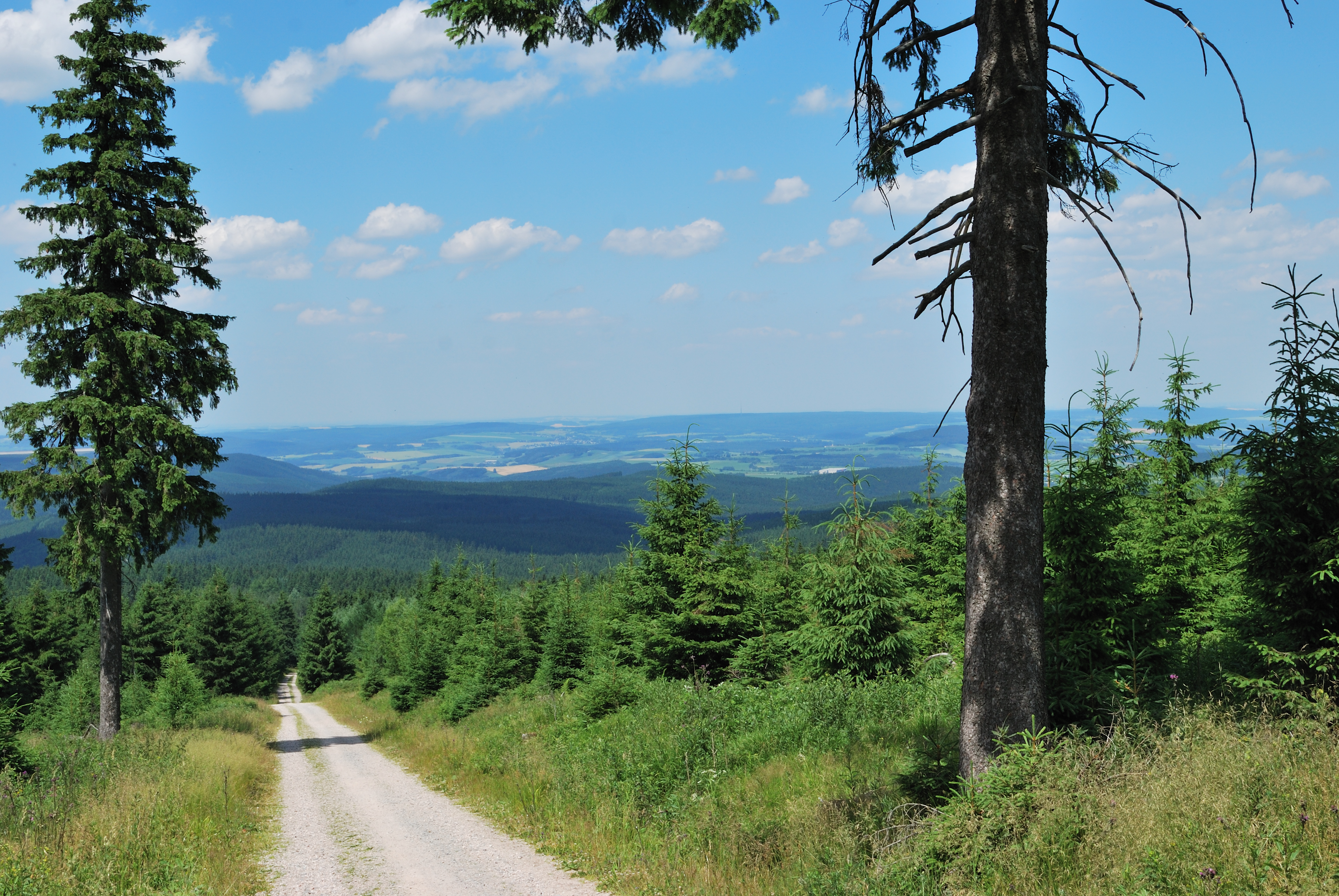
Вид на север, в сторону Кроттендорфа

Время в пути из Обервизенталя на вершину горы на канатной дороге составляет около 6 минут. Также ходит автобус. На вершине и чуть ниже неё находятся несколько парковок для автомобилей и автобусов. В горы также можно подняться по многочисленным тропинкам.
Фихтельберг популярен среди велосипедистов и байкеров. Из Полавской долины две длинные извилистые дороги, начинаясь на высоте 830 м, ведут в сторону чешской границы. После короткого ровного участка, они поворачивают направо, к вершине. Дороги тянутся через лесистые местности, что создает впечатление, что они находится выше тысячи метров. Общая протяжённость этого подъёма составляет 6,600 м, а перепад высот превышает 380 метров.

## Галерея

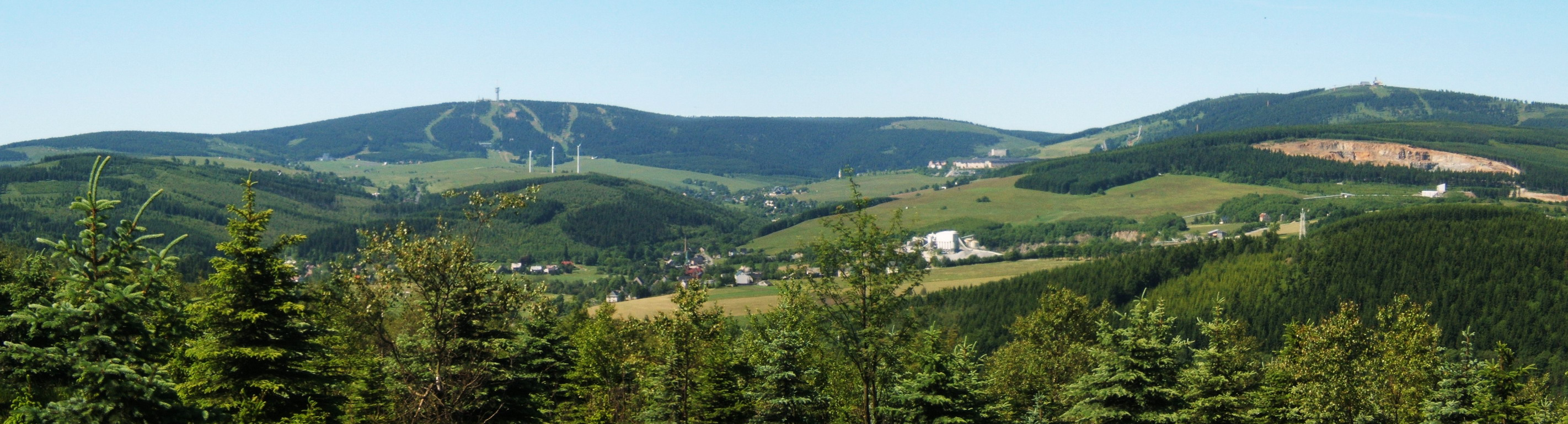
Панорамный вид с горы Хоэр Штейн на Обервизентале с Фихтельберг (справа) и Клиновец (слева).

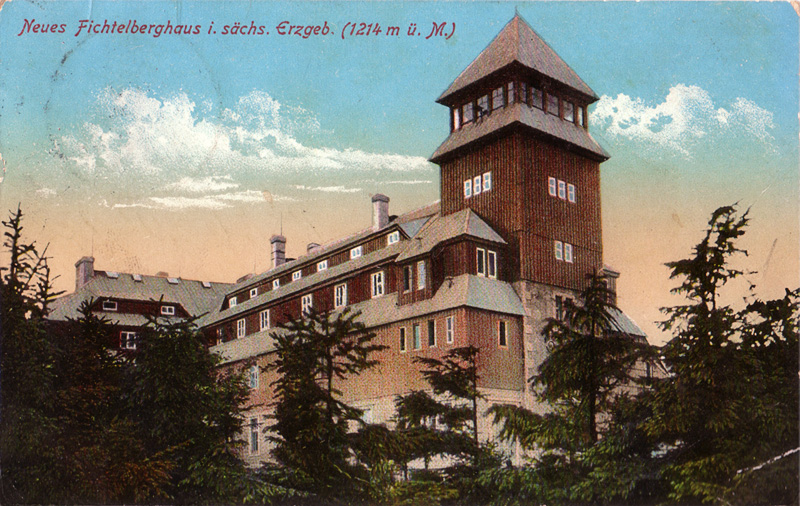
фихтельберг-Хаус после расширения в 1912 году
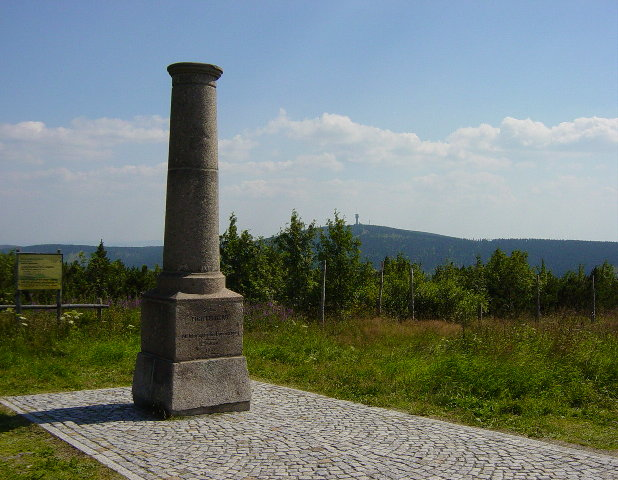
Вид на Клиновец
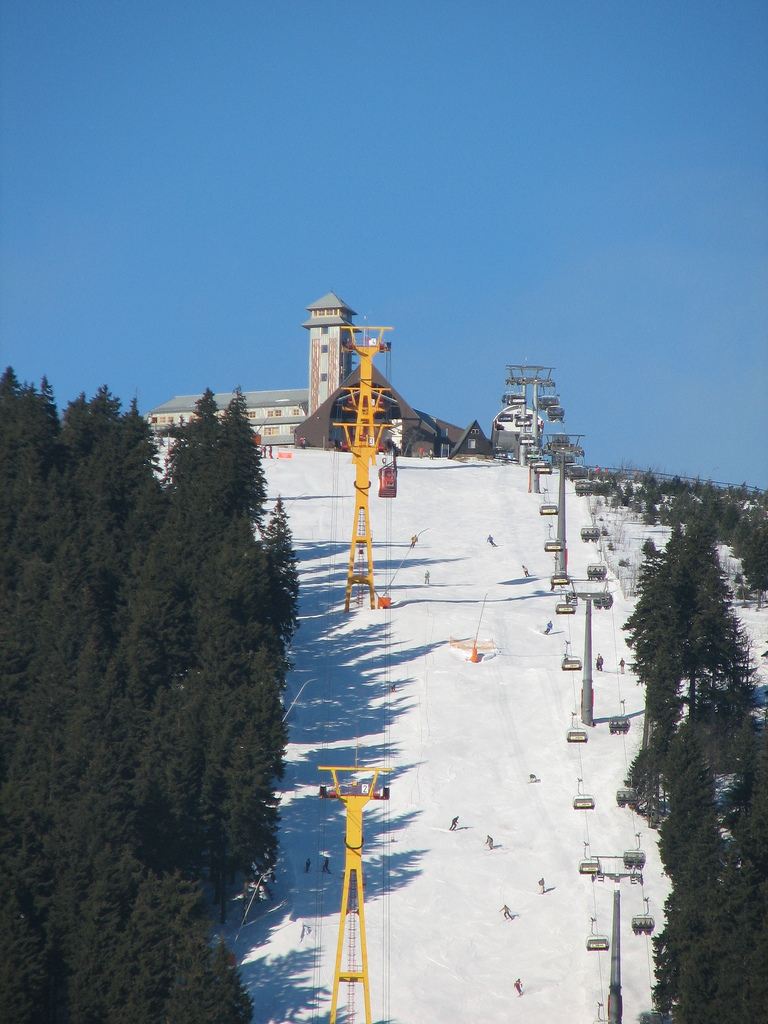
Канатная дорога недалеко от вершины